# Attila (film, 2013)
Pour les articles homonymes, voir Attila (homonymie).
Pour plus de détails, voir Fiche technique et Distribution.
Attila est un film américain réalisé par Emmanuel Itier et produit par le studio de cinéma indépendant américain The Asylum, sorti en 2013.

## Synopsis
Lorsque des soldats américains volent par inadvertance les richesses secrètes d'Attila le Hun, la colère du barbare est réveillée. Le guerrier momifié ne reculera devant rien pour tuer les intrus.

## Distribution
- Cheick Kongo : Nomad
- Chris Conrad : Vito
- M. Steven Felty : Général Thadeus
- Phillip Andre Botello : Thomas Meat Anderson[1]
- Xin Sarith Wuku : Burnett
- Poncho Hodges : Bulldog
- Steve Hanks : Green
- Emmanuel Itier : Yorn
- Roxanna Bina : Nicks
- Matt Kriger : Officier Tazbury
- Taryn Leggett : Anna Falcon
- Tiffany Adams : Martin
- Anthony C. Ferrante : John McVie
- Dylan Vox : Narrateur (voix)
- Luke Barnett : Alpha 1
- Scott Speiser : Pilote
- Chau Long (Chaz Kao) : Fiedel
- Jay Kwon (Eric Jeong) : Sergent Reese[2]
- Mikayla Soo-ni Campbell : Katie McVie
- Andria Kozica : Spencer
- J. Kristopher : Mason
- Bill Voorhees : Dr Bukingham
- Tre Ryan : Officer Tom Sharp
- Alexis Dickey : Mick
- Taryn Leggett : Anna Falcon
- Keon Polee : Caporal Hamilton
- Cris Cole : Attila
- Danny Ligsay : Batel[6].

## Sortie
Le film est sorti le 31 décembre 2013 aux États-Unis, et le 7 janvier 2014 en streaming.